# Villa Kaehne

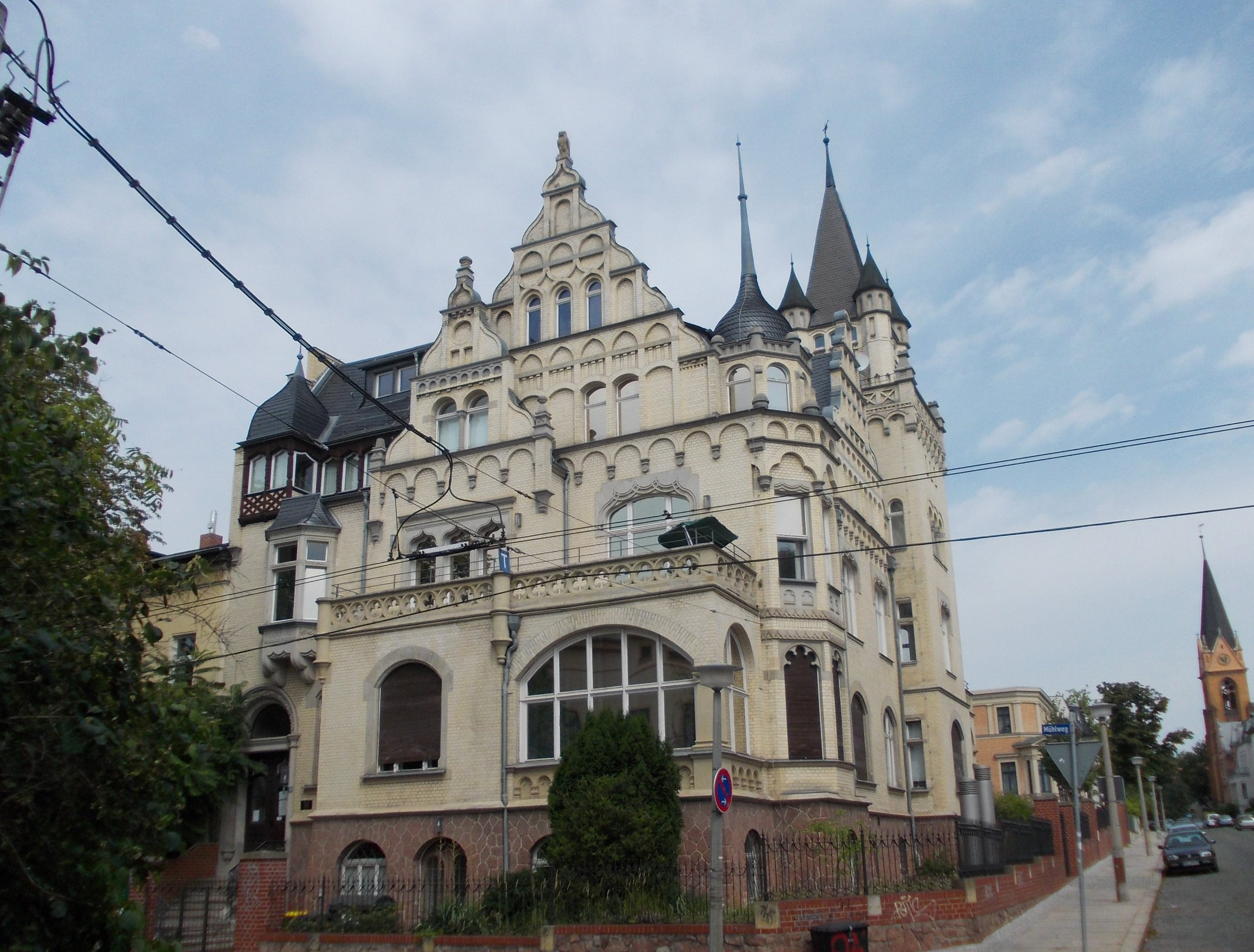
Ansicht von Süden

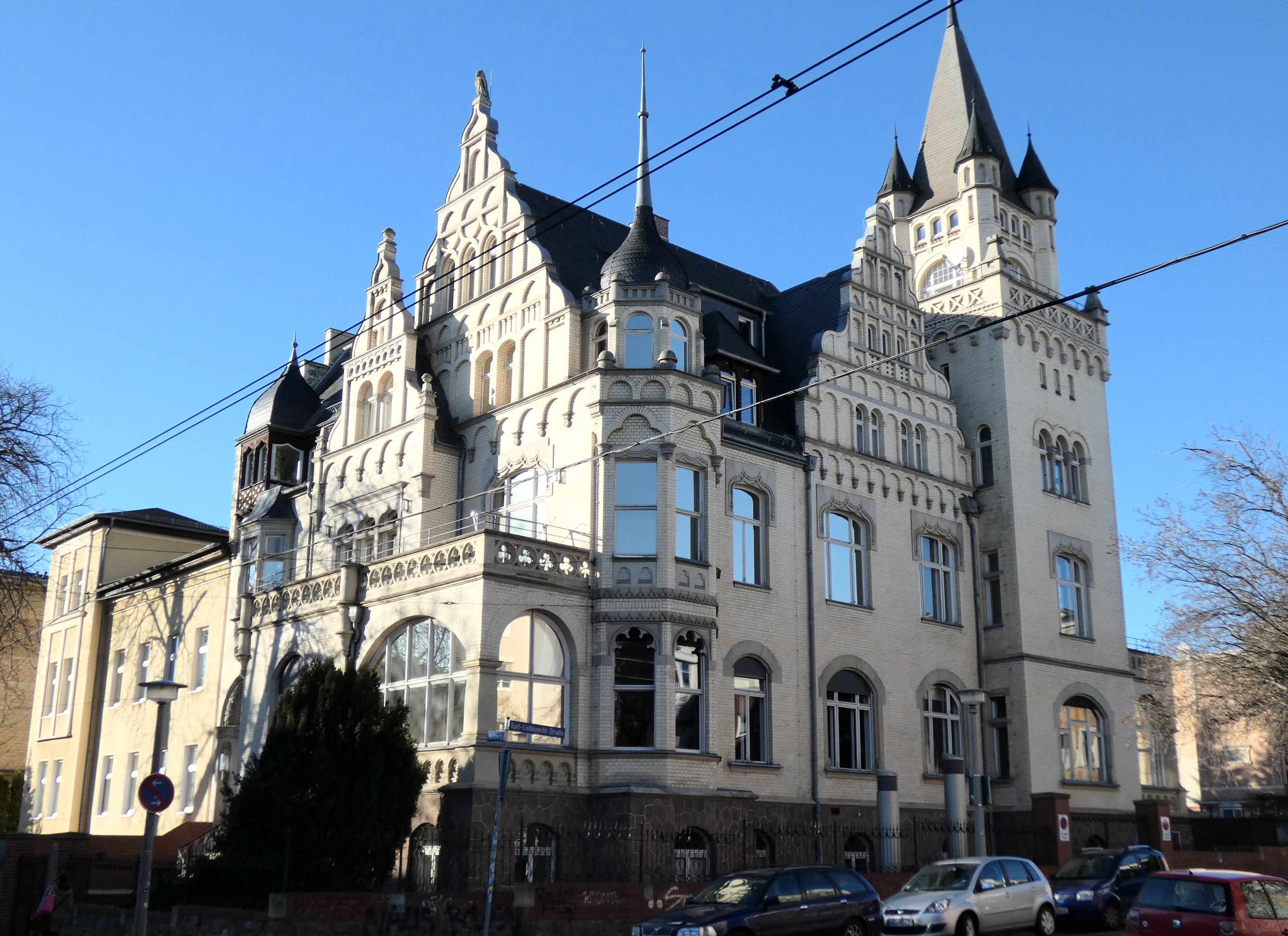
Ansicht von Südost

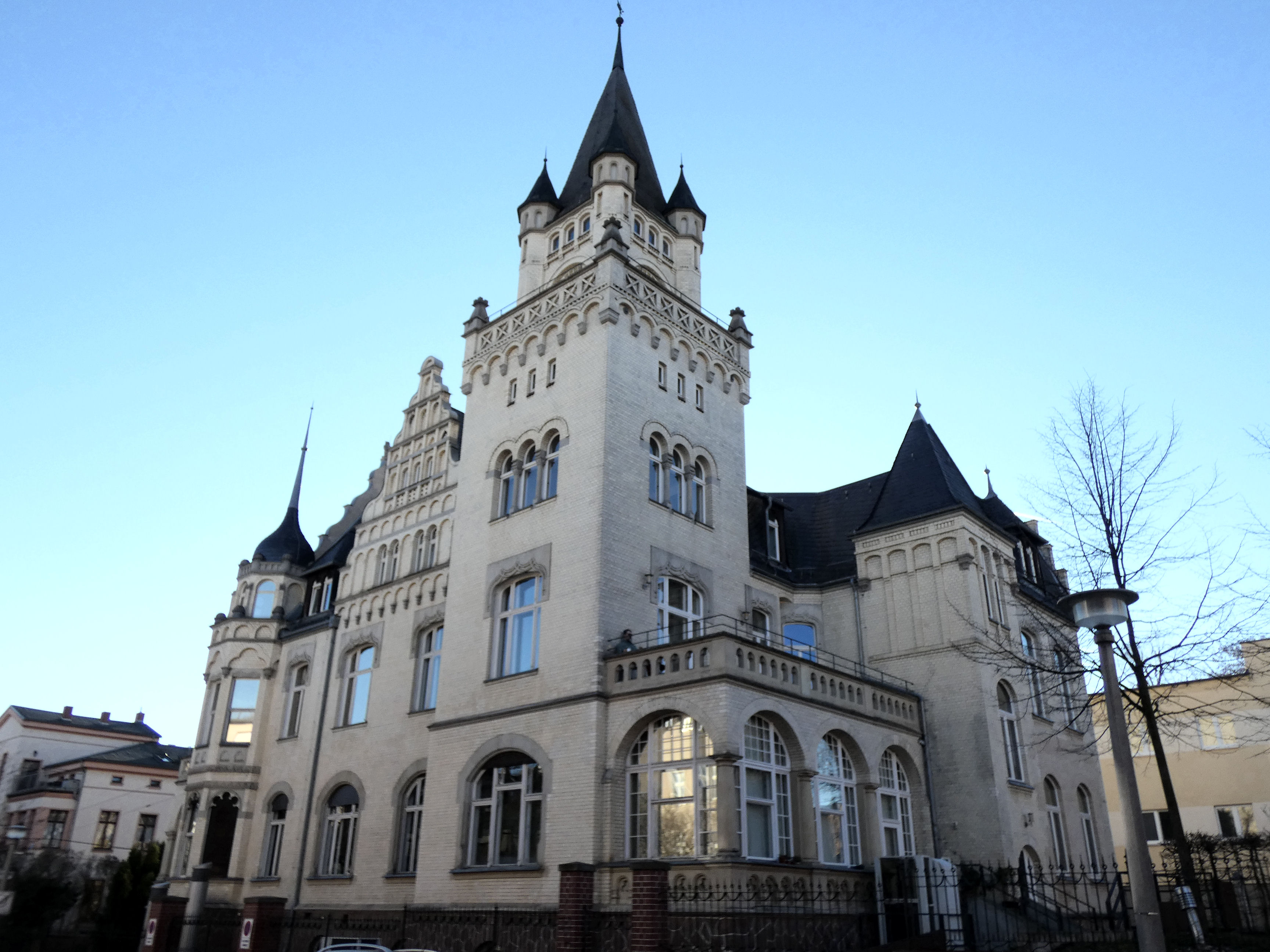
Ansicht von Nordost

Die Villa Kaehne in Halle (Saale), Mühlweg 15, ist ein im Jahr 1902 nach Entwürfen der Architekten Albert und Ernst Giese im Stil des Historismus  erbautes großbürgerliches Wohnhaus und einer der originellsten Villenbauten der Jahrhundertwende in der Stadt. Im Denkmalverzeichnis der Stadt Halle ist die Villa unter der Erfassungsnummer 094 04885 verzeichnet.

## Lage
Die Villa steht auf einem Grundstück an der Ecke Mühlweg/Karl-Liebknecht-Straße und gehört zum Stadtviertel Giebichenstein. Der von Ost nach West verlaufende Mühlweg diente schon in mittelalterlicher Zeit als Zugangsweg zur Steinmühle. Während der östliche Teil von Mietshäusern in Blockrandbebauung geprägt ist, wurde der westliche Teil im letzten Drittel des 19. Jahrhunderts mit großzügigen Villen und Wohnhäusern, umgeben von eingefriedeten Gärten, bebaut. Die Südfassade der Villa grenzt an den Mühlweg; die Ostfassade zur Zeit der Erbauung an die Wettiner Straße, nach 1945 in Karl-Liebknecht-Straße umbenannt.

## Baugeschichte
Da die Bebauung des Mühlwegs am Ende des 19. Jahrhunderts im Wesentlichen abgeschlossen war, mussten alte Häuser für einen Neubau weichen. Das betraf auch die Villa, die sich der Stadtrat und Historiograph Carl Hugo Freiherr vom Hagen um 1871 im Stil der italienischen Renaissance erbauen ließ. Der Rechtsanwalt, Justizrat und Notar Dr. jur. Hermann Kaehne kaufte dieses Grundstück und ließ im Juni/Juli 1901 den Vorgängerbau abbrechen.
Damit stand Hermann Kaehne ein etwa 1300 m² großes Grundstück für sein neu zu erbauendes Haus zur Verfügung. Für sein Bauprojekt gewann Kaehne das als Villen- und Kaufhausspezialist bewährte Architekturbüro der Brüder Giese. Geplant wurde von ihnen ein Gebäude mit einer Grundfläche von 470 m², das mit dem westlich anschließendem Haus Giebel an Giebel stehen sollte. 
Am 20. September 1901 wurde der Bauantrag genehmigt. Zwei Monate später erfolgte bereits die Rohbauabnahme und am 27. Juli 1902 die Endabnahme.

## Baubeschreibung
Der straßenbildbeherrschende drei- bis viergeschossige Eckbau erhebt sich wie eine kleine mittelalterliche Burg auf dem Grundstück. Er wurde in Massivbauweise ausgeführt, bestehend aus einem Granitsockel und aufgehendem Mauerwerk aus gelben Klinkern. Ursprünglich war die Gestaltung schlichter geplant, so die Ausführung der Giebel in Fachwerk. Heute befindet sich einzig über dem Hauptportal noch ein Fachwerkfragment. 
Neben Merkmalen regionaler Renaissancearchitektur wird der Bau auch durch die Stilrichtungen der Neogotik und der Backsteingotik bestimmt. Die Maßwerkgestaltung der großen hinter- und übereinander gestaffelten eindrucksvollen Giebel greift, wie schon bei der Villa Hoffmann, die spätgotischen Formen der Südfassade der Unterburg Giebichenstein auf. Mit diesen kulissenartig versetzten Giebeln, vielgestaltigen Erkern und Turmabschlüssen zeigt die Villa Kaehne unter den Villen Halles die eindrucksvollste Dachlandschaft und gilt als Meisterstück „malerischer“ Baumassenkomposition. 
Der hohe spitzhelmbekrönte Turm bildet das städtebauliche Pendant zum Glockenturm der nahegelegenen neugotischen Stephanuskirche. Das Eingangsportal mit beiderseitigen Sitznischen unter Muscheln befindet sich an der äußersten linken Seite der am Mühlweg befindlichen Südfassade. An der Nordwestecke besitzt die Villa einen kleinen Wirtschaftskeller mit einem darüber liegendem Kellergeschoss im Souterrain.
Drei Säle im Hochparterre entsprechen dem großbürgerlichen Repräsentationsbedürfnis und den gesellschaftlichen Verpflichtungen des freiberuflichen Besitzers, dessen Wohnstil dem der Bankiers und Fabrikanten in nichts nachstehen wollte.
Aufgrund der wechselvollen Nutzungsgeschichte ist von der Innenausstattung nicht viel erhalten geblieben. Lediglich die Haupttreppe aus Eichenholz, die Tür- und Fensterrahmen sowie die marmorne Eingangstreppe sind noch vorhanden.

## Weitere Entwicklung
Hermann Kaehne starb 1913; fünf Jahre später wurde das Dachgeschoss von seinen Erben zu Wohnungen umgebaut. Im Juli 1919 erfolgte der Neubau der Entwässerungsanlage. Im Jahr 1925 wurde die Villa einschließlich des Hausmeisters von fünf Mietparteien bewohnt. Für die Jahre 1920 bis 1926 wurde der namhafte Architekt Martin Knauthe  als Mieter genannt.
Der Gastwirt Emil Naumann, der ab 1900 die Gastronomie des Hauptbahnhofs führte, erwarb 1926 die Villa. Naumann starb 1933 und seine Erben übernahmen das Anwesen. Es erfolgten weiterhin An- und Umbauten, so der Bau einer Garage 1926, der Umbau der Heizung 1935 und der Ausbau des Daches 1938.
Von 1945 bis 1967 wurde es von den Erben als Gästehaus verpachtet: Zunächst an die Landesregierung; nach Auflösung der Länder 1952 an den Rat des Bezirkes Halle. In dieser Zeit wurden auch Gäste wie Walter Ulbricht oder Nikita Chruschtschow beherbergt. 
Im Mai 1967 trat der Rat des Bezirkes die Villa als Pächter an die Universität ab. Der Schätzwert wurde mit 223.695,51 Mark der Deutschen Notenbank angegeben. Die zu diesem Zeitpunkt alleinige Erbin Elsa Martha Naumann verkaufte schließlich das Grundstück am 14. Dezember 1973 für 128.000 Mark der DDR an die Universität. 
Heute beherbergt die in den Jahren 1999–2001 umfassend renovierte Villa das Orientalische Institut der Universität wie auch die Bibliothek der Deutschen Morgenländischen Gesellschaft (DMG).